# Schlacht bei Humin
1914

Ostpreußische Operation (Stallupönen, Gumbinnen, Tannenberg, Masurische Seen) – Galizien (Kraśnik, Komarów, Gnila Lipa, Lemberg,
Rawa Ruska) – Przemyśl – Weichsel – Krakau – Łódź – Limanowa–Lapanow – Karpaten
1915

Humin – Masuren – Zwinin – Przasnysz – Gorlice-Tarnów – Bug-Offensive – Narew-Offensive – Großer Rückzug – Nowogeorgiewsk – Rowno – Swenziany-Offensive
1916

Naratsch-See – Brussilow-Offensive – Baranowitschi-Offensive
1917

Aa – Kerenski-Offensive (Zborów) – Tarnopol-Offensive – Riga – Unternehmen Albion
1918

Operation Faustschlag – Krim
Die Schlacht bei Humin im Ersten Weltkrieg stellte einen weiteren und letzten Versuch dar, mit der 9. Armee Warschau von Westen her zu erreichen. Während dieser Kämpfe wurde von den Deutschen am 31. Januar 1915 bei Bolimów erstmals umfangreich Giftgas eingesetzt. Nachdem dieser Angriff festlief, stellte sich wieder der Stellungskrieg ein.

## Vorgeschichte
Nachdem die Schlacht an der Weichsel verloren gegangen war, wurde am 2. November 1914 August von Mackensen mit der Führung der 9. Armee beauftragt. Während die 8. Armee defensiv in Ostpreußen verblieb, sollte die 9. Armee offensiv den russischen Verbänden in die rechte Flanke fallen und damit einen Entlastungsangriff für die 8. Armee herbeiführen. Mackensen sammelte seine Verbände zwischen Thorn und Hohenzalza und versuchte in der Schlacht um Łódź auf Warschau vorzustoßen. Doch auch dieses Unternehmen misslang Ende November. Daher setzte man weiter nördlich einen weiteren Angriff an. Am 5. Dezember 1914 dem Ende der Schlacht um Łódź, kam es auch in den nördlichen Kampfabschnitt zu einem operativen Stillstand. 

## Schlachtverlauf

### Kämpfe an der Bzura und Rawka
Am 8. Dezember langte aber das XVII. Armee-Korps vor Łowicz an und wurde zunächst in Lenczycz untergebracht und für den weiteren Kampf dem I. Reserve-Korps unterstellt. Ab 10. Dezember wurde versucht weiter in Richtung Warschau vorzugehen. Doch der Angriff konnte keinen Schwung aufbauen, weil die Stellungen der Feinde vor Łowicz zu stark waren. Schließlich wurden vom XIII. Armee-Korps eine Batterie von 21-cm-Mörser zur Verfügung gestellt und auch österreichische 30,5-cm-M.11-Mörser kamen zum Einsatz. Bis zum 12. Dezember konnten etwa 8000 Gefangene eingebracht werden. Am 15. Dezember besetzte das I. Reservekorps unter General von Morgen kampflos das von den Russen geräumte Łowicz. Für diesen Sieg erhielt von Morgen den Pour le Mérite. Am 17. Dezember erreichte der Nordflügel der 9. Armee die Stellungen der Russen an der Bzura. Das Zentrum Mackensens, die Gruppen Pannewitz und Morgen erwartete an der Rawka erneut harter Widerstand. Nachdem man bis Mitte Januar 1915 vergeblich versucht hatte den kleinen Fluss zu überqueren, ereilte den Truppen am 19. Januar der Armeebefehl einen neuerlichen größeren Angriff anzusetzen. Für Mitte Februar 1915 war ein Vorstoß aus Ostpreußen geplant, dabei sollte die Armeegruppe Gallwitz über den Narew nach Süden vorgehen. Bevor die Schlacht um Przasnysz beginnen sollte, wurde die 9. Armee angewiesen einen Vorstoß östlich der Rawka auszuführen.

### Die Schlacht bei Humin
Am 30. Januar 1915 hatte sich die Artillerie eingeschossen. Auf einer Breite von 6 Kilometer, zwischen der Ortschaft Szydłowiecka im Süden und Dołowatka im Norden waren 98 Batterien in Stellung gegangen. In der Nacht zuvor war viel Schnee abgegangen. Am 31. Januar um 7:30 Uhr begann das Wirkungsschießen der Artillerie aus allen Feldkanonen, Langrohrgeschützen und Haubitzen. Um 11 Uhr stürmten die bereitgestellte Infanterie die sturmreif geschossenen Stellungen des Gegners. Doch nach der Überwindung des ersten Grabens verlief der Angriff dennoch stockend. Selbst in der einbrechenden Nacht wurde verbissen weitergekämpft. Am 1. Februar wurde wieder die Artillerie zum Einsatz gebracht. Der 1. Reserve-Division gelang es am Nachmittag sich in den Besitz der Höhe 98 nördlich des Gutes Wola zu setzen; aber auch jetzt gelang nicht der entschiedenen Durchbruch. In der zweiten Nacht hatte es wieder heftigen Schneefall gegeben. Der dritte Morgen war sehr trüb und durch die schlechte Sicht konnte die Geschosse kaum richtig in ihrer Wirkung beobachtet werden; erst am Nachmittag klarte es auf. Darauf ordnete General Wladimir Smirnow, Befehlshaber der russischen 2. Armee einen Gegenangriff an. Den Angriff führte das russische VI. Armeekorps unter Generalleutnant Gurko. Nur unter gewaltigen Anstrengungen konnte die Front verteidigt werden; an einen weiteren Vorstoß war nicht mehr zu denken. Am 4. Februar werden weitere Angriffe auf deutscher Seite endgültig aufgegeben. Beide Seiten gruben sich in ihren Stellungen ein; die deutschen Truppen verblieben dort bis zum 15. Februar 1916.

„Die Angriffe der 9. Armee östlich der Rawka hatten wohl schöne taktische Erfolge gebracht, der Durchbruch war aber nicht erreicht worden. Die zum ersten Mal hier verwandten Gasgeschosse, mit T- und Ni-Stoff gefüllt, hatten nicht die gewünschte Wirkung gehabt. Die gefangenen Russen klagten wohl über tränende Augen und Kopfschmerzen, außer Gefecht waren sie nicht gesetzt worden.“

In dieser Schlacht kam versuchsweise Giftgas zum Einsatz. Es wurden mit Xylylbromid gefüllte Geschosse eingesetzt. 18.000 Gasgranaten waren bereitgestellt worden, deren Wirkung aber durch Kälte nahezu aufgehoben wurde.

## Folgen
Die Vorstöße in Richtung Warschau wurden aufgegeben.

## Gedenkstätten
- Deutscher Soldatenfriedhof Humin in Humin, einem kleinen Wegedorf
- Deutscher Soldatenfriedhof Wólka Łasiecka
- Gräber und Friedhöfe in Bolimów Park

## Bilder

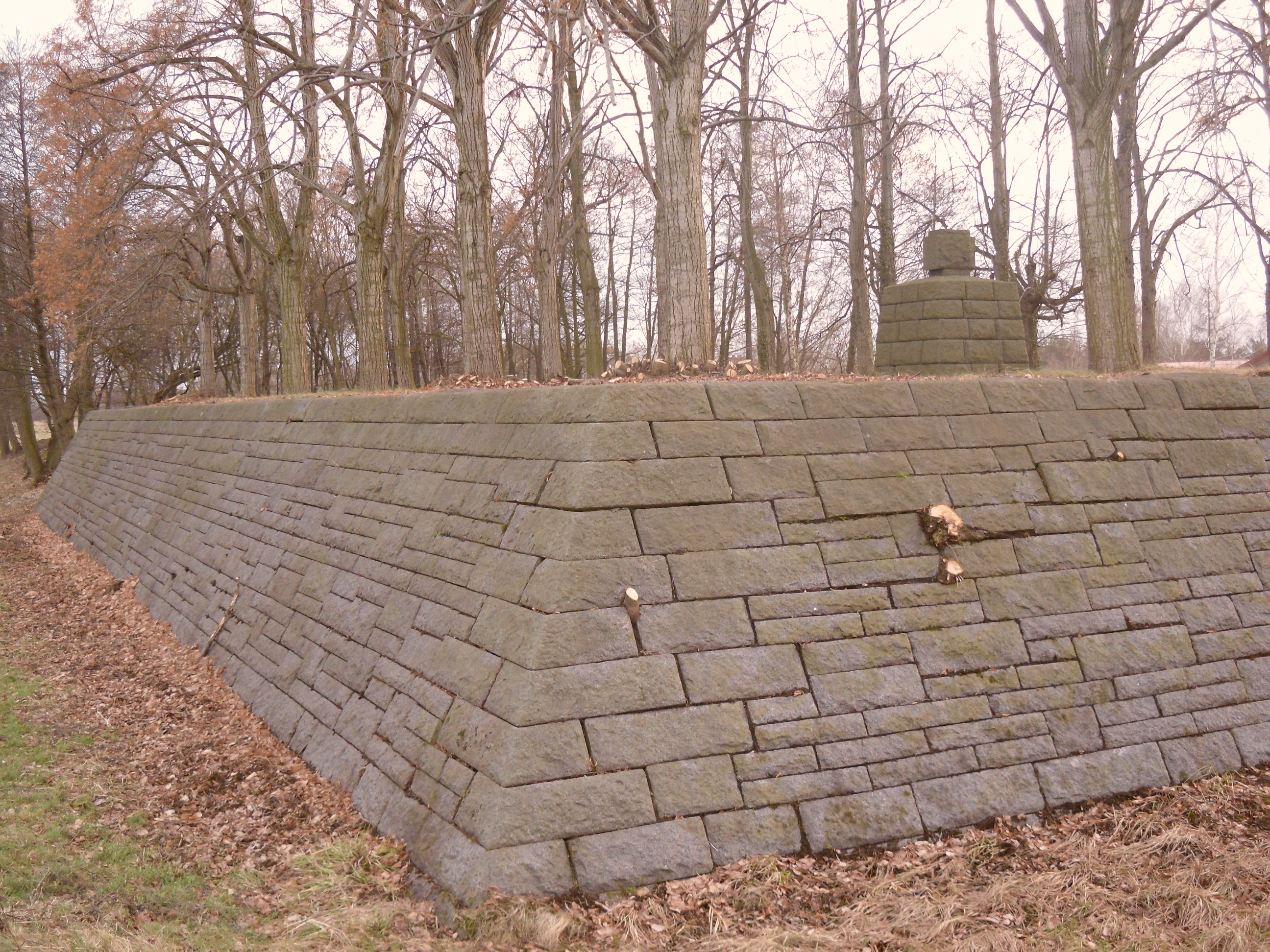
Deutscher Soldatenfriedhof Humin
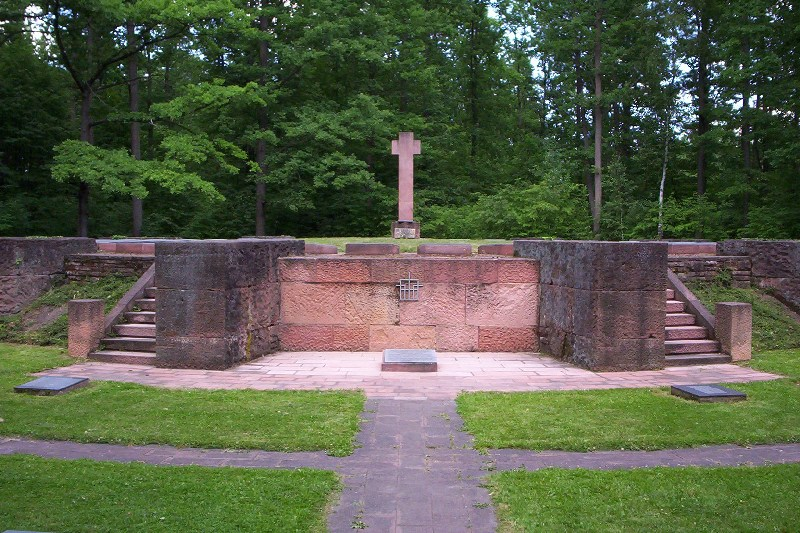
Deutscher Soldatenfriedhof Joachimów-Mogiły
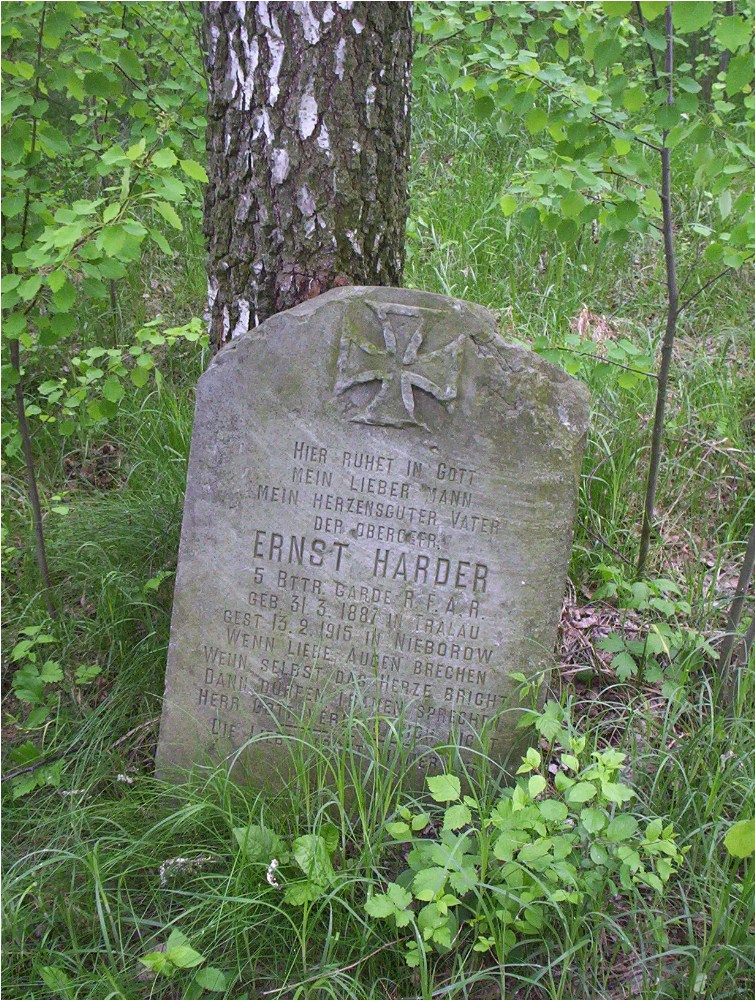
Einzelne Gräber in Wólka Łasiecka: Ernst Harder, gef. 13. Februar 1915 (kurz vor dem Ende) in Nieborów, 5 Batterie des 1. Garde-Reserve-Feldartillerie-Regiment
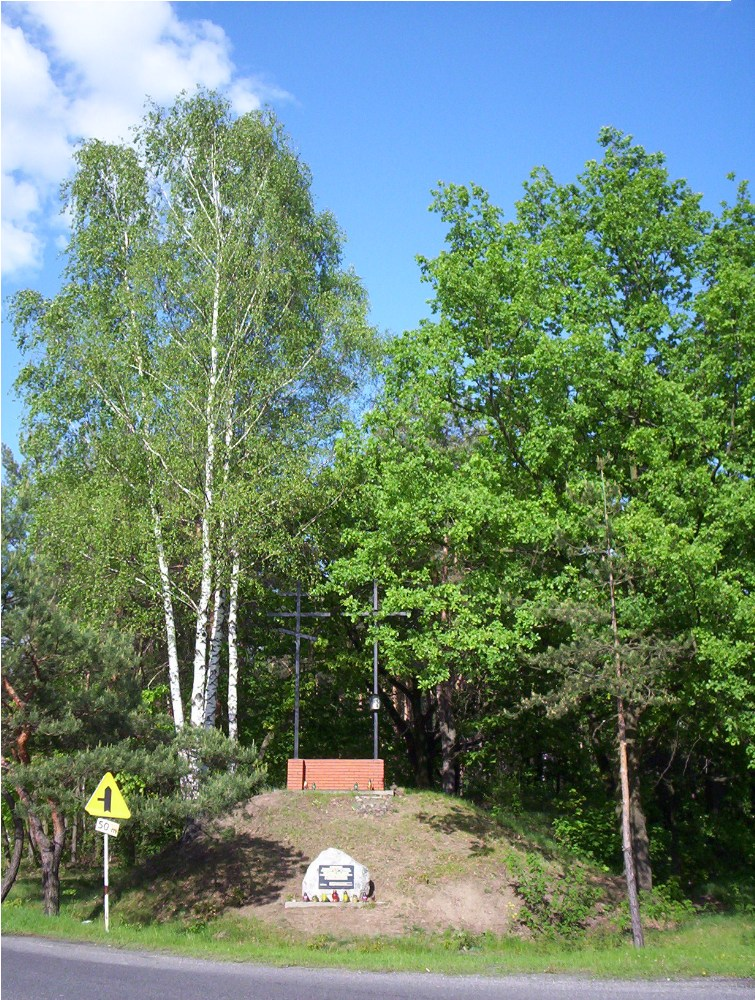
Russischer und Polnischer Friedhof in Kamion
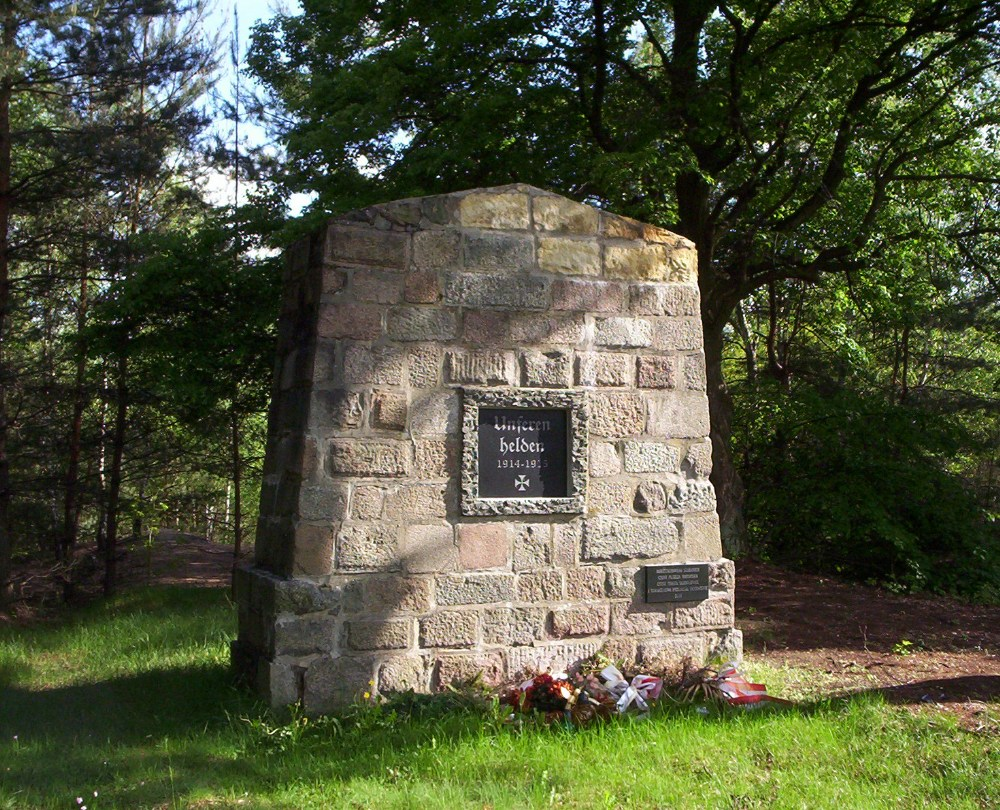
Deutscher Friedhof in Kamion